# Zeesleepvaart
Zeesleepvaart is het slepen van schepen door andere schepen over zee en vormt onderdeel van de sleepvaart. De zeesleepvaart ontwikkelde zich vooral toen de zeilschepen werden verdrongen door met een (stoom)machine aangedreven vaartuigen. 

## Nederland
Mondiaal gezien had Nederland in een belangrijk deel van de 20e eeuw het grootste aandeel in deze bedrijfstak. De schepen lagen in strategisch gelegen havens 'op station' als er geen geplande klus was en voeren uit als een schip in moeilijkheden noodsignalen uitzond.
De grote en krachtige zeesleepboten vervoerden ook zaken als grote drijvende droogdokken over de oceanen van Nederland of Engeland naar andere werelddelen. Bekende namen zijn L. Smit & Co uit Maassluis en Wijsmuller uit IJmuiden, bedrijven die zich later vooral tot bergingsspecialist ontwikkelden. Ten behoeve van de oliewinning op zee (offshore) kwamen er zeer speciale ankerbehandelings- annex bevoorradingsschepen in de vaart. De zeesleepvaart is anno 2010 bijna geheel uit Nederland verdwenen. Door de hoge loonkosten heeft deze activiteit zich  verplaatst naar lage-lonenlanden. De beroemdste zeesleper ooit is waarschijnlijk de Zwarte Zee uit 1933.

### Hollands Glorie

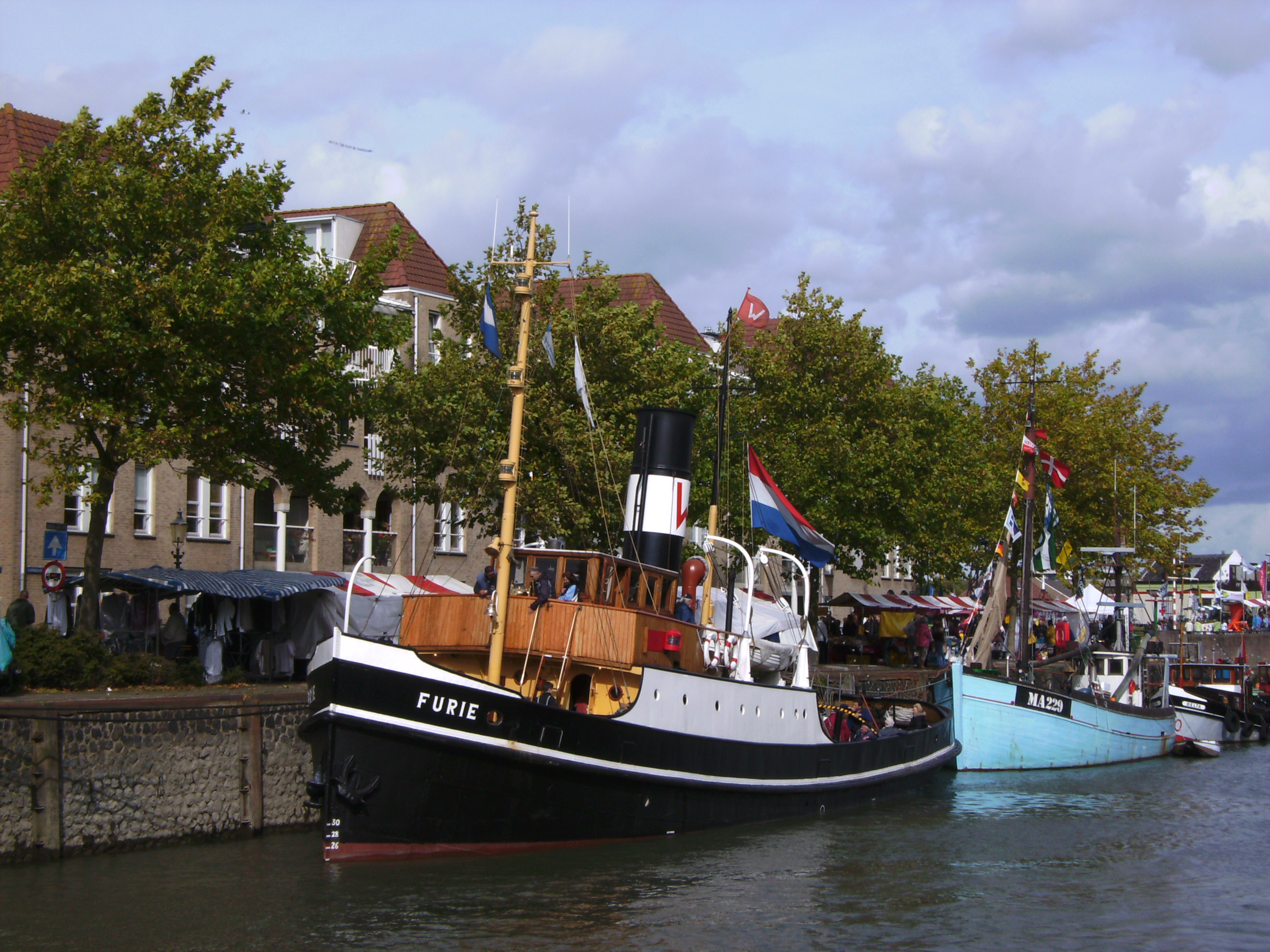
de Furie, het sleepboot uit de film Hollands Glorie

De schrijver Jan de Hartog verhaalt in zijn roman Hollands Glorie over de concurrentie tussen twee sleepvaartreders. Deze internationale bestseller werd ook verfilmd en als televisieserie uitgebracht in 1977. De zeesleepvaart speelt verder een rol in de strip Kappie van Toonder Studio's.